# Marlattiella
Marlattiella  (лат.) — род паразитических наездников надсемейства хальцид. Известно 2 вида из Южной и Восточной Азии. Длина менее 1 мм. Тело светлоокрашенное (желтовато-бурое). Брюшко удлинённое. Усики самок состоят из 4 члеников (формула: 1+1+1+1), а у самцов — из 3 члеников. Паразитируют на щитовках (Diaspididae).
- Marlattiella maculata Hayat, 1974 — Индия[3].
- Marlattiella prima Howard, 1907[1] — Дальний Восток (Приморский край, Китай, Япония)[2]
- Ранее к роду относили вид Marlattiella aleyrodesii Cameron, 1912, ныне включаемый в состав рода Eretmocerus (Eretmocerus aleyrodesii (Cameron, 1912))